# Prostřední Bečva
Prostřední Bečva é uma comuna checa localizada na região de Zlín, distrito de Vsetín.